# Juan Simón
Juan Ernesto Simón (ur. 2 marca 1960 w Rosario) – argentyński piłkarz, środkowy obrońca. Srebrny medalista MŚ 90.
Karierę zaczynał w Newell’s Old Boys z rodzinnego miasta Rosario. W 1983 wyjechał do Francji, gdzie był piłkarzem AS Monaco (1983-1986) i RC Strasbourg (1986-1988). Po powrocie do ojczyzny podpisał kontrakt z Boca Juniors. W klubie tym grał przez 6 lat (do 1994) i był to najlepszy okres w jego karierze. Z Boca wywalczył m.in. tytuł mistrza kraju w 1992.
W 1979 został mistrzem świata do lat 20. W dorosłej reprezentacji debiutował już w 1980, jednak w reprezentacyjnej koszulce ponownie zagrał dopiero pod koniec dekady. Znalazł się w składzie na MŚ 90, w turnieju wystąpił we wszystkich meczach Argentyny. Łącznie zagrał w 13 reprezentacyjnych spotkaniach.